# Tir aux Jeux olympiques de 1896
Navigation
Paris 1900
Cinq épreuves de tir sont disputées lors des Jeux olympiques de 1896 organisés à Athènes. Le tout nouveau Centre de tir de Kallithéa accueille cet événement où les tireurs grecs remportent la majorité des récompenses. Venus de France, d'Italie, de Grèce, du Danemark, du Royaume-Uni, de la Suisse ou des États-Unis, 39 tireurs s'affrontèrent.
Les épreuves débutent le 8 avril avec le concours de tir à 200 m, ouverte par la reine de Grèce.

## Pays représentés
39 tireurs ont représenté 7 pays pour 5 épreuves.
- Danemark (3)
- France (1)
- Grande-Bretagne (2)
- Grèce (28)
- Italie (1), avec le seul Italien des jeux, Giuseppe Rivabella
- Suisse (1)
- États-Unis (3)

## Tableau des médailles
| Rang | Pays       | Médaille d'or, Jeux olympiques | Médaille d'argent, Jeux olympiques | Médaille de bronze, Jeux olympiques | Total |
| 1    | Grèce      | 3                              | 3                                  | 3                                   | 9     |
| 2    | États-Unis | 2                              | 1                                  | 0                                   | 3     |
| 3    | Danemark   | 0                              | 1                                  | 2                                   | 3     |

## Podiums
Les médailles d'or, d'argent et de bronze ont été attribuées rétroactivement par le Comité international olympique. En 1896, seuls les deux premiers de chaque épreuve recevaient une récompense.
| Épreuves                      | Or                        | Argent                   | Bronze                   |
| Carabine d'ordonnance à 200 m | Pantelís Karasevdás Grèce | Pávlos Pavlídis Grèce    | Nikólaos Trikoúpis Grèce |
| Carabine d'ordonnance à 300 m | Yeóryios Orfanídis Grèce  | Ioánnis Frangoúdis Grèce | Viggo Jensen Danemark    |
| Pistolet d'ordonnance à 25 m  | John Paine États-Unis     | Sumner Paine États-Unis  | Nikólaos Dorákis Grèce   |
| Pistolet feu rapide à 25 m    | Ioánnis Frangoúdis Grèce  | Yeóryios Orfanídis Grèce | Holger Nielsen Danemark  |
| Pistolet à 30 m               | Sumner Paine États-Unis   | Holger Nielsen Danemark  | Ioánnis Frangoúdis Grèce |

## Résultats détaillés

### Carabine d'ordonnance à 200 m
| Place | Athlète             | Nation   | Performance |
| ----- | ------------------- | -------- | ----------- |
| 1     | Pantelís Karasevdás | Grèce    | 2350 pts    |
| 2     | Pávlos Pavlídis     | Grèce    | 1978 pts    |
| 3     | Nikólaos Trikoúpis  | Grèce    | 1713 pts    |
| 4     | Anastasios Metaxas  | Grèce    | 1701 pts    |
| 5     | Yeóryios Orfanídis  | Grèce    | 1698 pts    |
| 6     | Viggo Jensen        | Danemark | 1640 pts    |
| 7     | Georgios Diamantis  | Grèce    | 1456 pts    |
| 8     | Albert Baumann      | Suisse   | 1294 pts    |

### Carabine libre à 300 m, trois positions
| Place | Athlète             | Nation   | Performance |
| ----- | ------------------- | -------- | ----------- |
| 1     | Yeóryios Orfanídis  | Grèce    | 1.583 pts   |
| 2     | Ioannis Frangoudis  | Grèce    | 1.312 pts   |
| 3     | Viggo Jensen        | Danemark | 1.305 pts   |
| 4     | Anastasios Metaxas  | Grèce    | 1.102 pts   |
| 5     | Pantelis Karasevdas | Grèce    | 1.039 pts   |

### Pistolet d'ordonnance à 25 m
| Place | Athlète            | Nation     | Performance |
| ----- | ------------------ | ---------- | ----------- |
| 1     | John Paine         | États-Unis | 442 pts     |
| 2     | Sumner Paine       | États-Unis | 380 pts     |
| 3     | Nikólaos Dorákis   | Grèce      | 205 pts     |
| 4     | Ioannis Frangoudis | Grèce      |             |
| 5     | Holger Nielsen     | Danemark   |             |

### Pistolet feu rapide à 25 m
| Place | Athlète            | Nation      | Performance |
| ----- | ------------------ | ----------- | ----------- |
| 1     | Ioannis Frangoudis | Grèce       | 344 pts     |
| 2     | Yeóryios Orfanídis | Grèce       | 249 pts     |
| 3     | Holger Nielsen     | Danemark    |             |
| 4     | Sidney Merlin      | Royaume-Uni |             |

### Pistolet à 30 m
Cette épreuve est disputée sur 30 mètres, elle sera par la suite toujours disputée sur 50 mètres sauf en 1908 sur 50 yards.
| Place | Athlète            | Nation     | Performance |
| ----- | ------------------ | ---------- | ----------- |
| 1     | Sumner Paine       | États-Unis | 442 pts     |
| 2     | Holger Nielsen     | Danemark   | 285 pts     |
| 3     | Ioannis Frangoudis | Grèce      |             |
| 4     | Nikólaos Dorákis   | Grèce      |             |
| 5     | Yeóryios Orfanídis | Grèce      |             |